# Alain Vera
Pour les articles homonymes, voir Vera.
Alain Vera (né le 24 décembre 1940 à Lyon,) est un coureur cycliste français, actif dans les années 1950 et 1960.

## Biographie
En 1957, Alain Vera termine deuxième du championnat de France juniors (moins de 19 ans). Il s'illustre ensuite chez les amateurs en obtenant de bons résultats dans les années 1960, avec l'AC Boulogne-Billancourt. Sous les couleurs de ce dernier, il devient notamment champion de France des sociétés en 1963. 

## Palmarès
- 1957
  - 2e du championnat de France sur route juniors
- 1960
  - 2e d'Annemasse-Bellegarde et retour
- 1961
  - Champion d'Île-de-France de poursuite
- 1962
  - 2e de Paris-Évreux
  - 2e de Paris-Verneuil
  - 3e du Tour d'Eure-et-Loir
- 1963
  -  Champion de France des sociétés (avec Jean Arze, Michel Bocquillon, Christian Cuch et Michel Béchet)
  - Paris-Verneuil
  - 2e du Grand Prix d'Aix-en-Provence
  - 2e du Tour d'Anjou
- 1964
  - 3e du Grand Prix de Saint-Raphaël